# Keith Priestman
Jack Keith Priestman (* 21. Januar 1959) ist ein kanadischer Badmintonspieler. Ken Priestman ist sein älterer Bruder.

## Karriere
Keith Priestman gewann 1978 den Titel im Herrendoppel bei den kanadischen Juniorenmeisterschaften. 1981 siegte er bei den nationalen Titelkämpfen der Erwachsenen. Bei den Commonwealth Games 1982 gewann er Silber mit dem kanadischen Team. 

## Sportliche Erfolge
| Saison | Veranstaltung                   | Disziplin    | Platz | Name                                   |
| ------ | ------------------------------- | ------------ | ----- | -------------------------------------- |
| 1978   | Kanada: Juniorenmeisterschaften | Herrendoppel | 1     | Jeff Goldsworthy / Keith Priestman, ON |
| 1981   | Kanada: Einzelmeisterschaften   | Herrendoppel | 1     | John Czich / Keith Priestman           |
| 1982   | Commonwealth Games              | Team         | 2     | Kanada                                 |

## Referenzen
- badmintonquebec.com (Memento vom 25. April 2012 im Internet Archive)

| Personendaten    | Personendaten                |
| ---------------- | ---------------------------- |
| NAME             | Priestman, Keith             |
| ALTERNATIVNAMEN  | Priestman, Jack Keith        |
| KURZBESCHREIBUNG | kanadischer Badmintonspieler |
| GEBURTSDATUM     | 21. Januar 1959              |